# Thaix
Thaix – miejscowość i gmina we Francji, w regionie Burgundia-Franche-Comté, w departamencie Nièvre.
Według danych na rok 1990 gminę zamieszkiwało 79 osób, a gęstość zaludnienia wynosiła 4 osoby/km² (wśród 2044 gmin Burgundii Thaix plasuje się na 831. miejscu pod względem liczby ludności, natomiast pod względem powierzchni na miejscu 450.).